# De Situ Albanie
Il De Situ Albanie è il nome dato al primo dei sette documenti scozzesi conservati nel cosiddetto Manoscritto Poppleton, che si trova nella Bibliothèque Nationale di Parigi. È stato probabilmente scritto tra i 1202 e il 1214, durante il regno di Guglielmo il Leone, da un residente di lingua francese in Scozia come introduzione alla compilazione.
Il titolo è tratto dalle parole d'apertura che recitano: "De Situ Albanie que in se figuram hominis habet quomodo fuit primitus is septem regionibus diuisa quibusque nominibus antiquitus sit uocata et a quibus inhabitata"
Viene poi detto che Albanetto, figlio di Bruto, ebbe sette figli e che dopo la sua morte il regno venne diviso in sette parti, una per figlio, che vengono elencate dall'autore.
Prima lista
- Angus e il Mearns (Enegus cum Moerne)
- Atholl e il Gowrie (Adtheodle et Gouerin)
- Strathearn e il Menteith (Sradeern cum Meneted)
- Fife e il Fothriff (Fif cum Fothreue)
- Mar e il Buchan (Marr cum Buchen)
- Moray e il Ross (Muref et Ross)
- Caithness (Cathanesia citra montem et ultra montem)

L'autore riferisce che Andrea, vescovo di Caithness, riporta un'altra lista, diversa dalla precedente, come quando, ad esempio, elenca come settimo regno l'Argyll invece del Caithness.
Seconda lista
- Dal fiume Forth al fiume Tay
- Dal fiume Forth al Hilef
- Dall'Hilef a fiume Dee
- Dal fiume Dee al fiume Spey
- Dal fiume Spey al Druimm nAlban
- Moray e Ross
- Argyll (Arregaithel)

L'autore non sembra essere consapevole del fatto che le due liste si contraddicono a vicenda. Dato che l'autore era probabilmente uno scotto-normanno, questo non dovrebbe sorprenderci. È stato suggerito che la prima lista corrisponda a un elenco di vescovati e che quindi la seconda sia più autentica. Quello che è certo è che gli scozzesi medievali avevano leggende in merito a sette antichi regni.